# フランシスコ・エレーラ (父)
フランシスコ・エレーラ（Francisco de Herrera el Viejo、1576年 – 1656年）はスペインの画家である。セビリアを拠点に活動し、教会や修道院の装飾画を描いた。画家となった同名の息子、フランシスコ・エレーラ (子)(Francisco de Herrera el Mozo: 1627-1685）と区別するために「el Viejo(the Elder)」を付けて呼ばれる。

## 略歴
セビリアでミニアチュール画家の息子に生まれた。兄弟に画家のフアン・エレーラがいる。イタリアのマニエリスムの影響を受けた画家、フランシスコ・パチェーコ(1564-1644)の弟子であったとされているが、すぐにパチェーコのスタイルを離れて独自のスタイルで活動するようになった。1617年にはアンダルシアのウエルバの大聖堂の仕事を依頼されている。当時のセビリアはマドリードよりも人口が多く、スペインの美術の中心になっていて、多くの工房でセルビア近傍の教会、修道院だけでなく、アルゼンチンやメキシコ、ペルーなどの教会に送られる祭壇画などが制作していた。エレーラの工房も、その重要な一つであった。1620年代にはフランシスコ・デ・スルバランと協力してトレドの神学校(Collegio di San Buonaventura)の仕事もした。
セビリアでのペストの大流行のために、1650年にマドリードに移り、マドリードで1656年に亡くなった。
1610年頃、有名な画家になるディエゴ・ベラスケスの最初の教師となったとされるが、エレーラの妥協を許さない厳しい性格に我慢できず、数か月でベラスケスは、フランシスコ・パチェーコのもとに移ったとされている。

## 作品

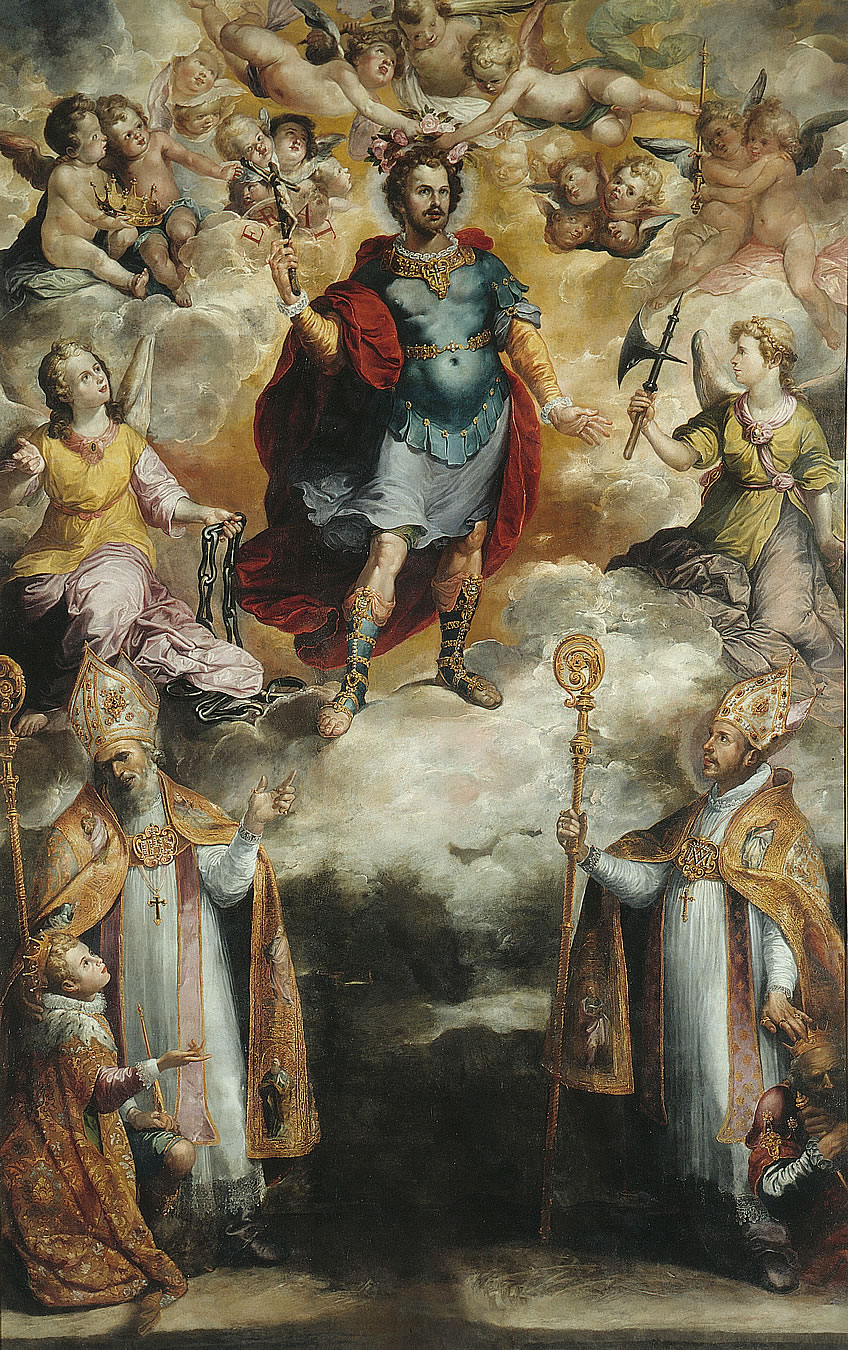
『聖ヘルメネギルドの勝利』
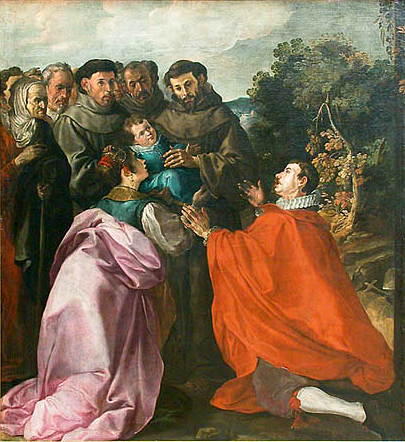
アッシジのフランチェスコによって奇跡的に病気が治癒したボナヴェントゥラ
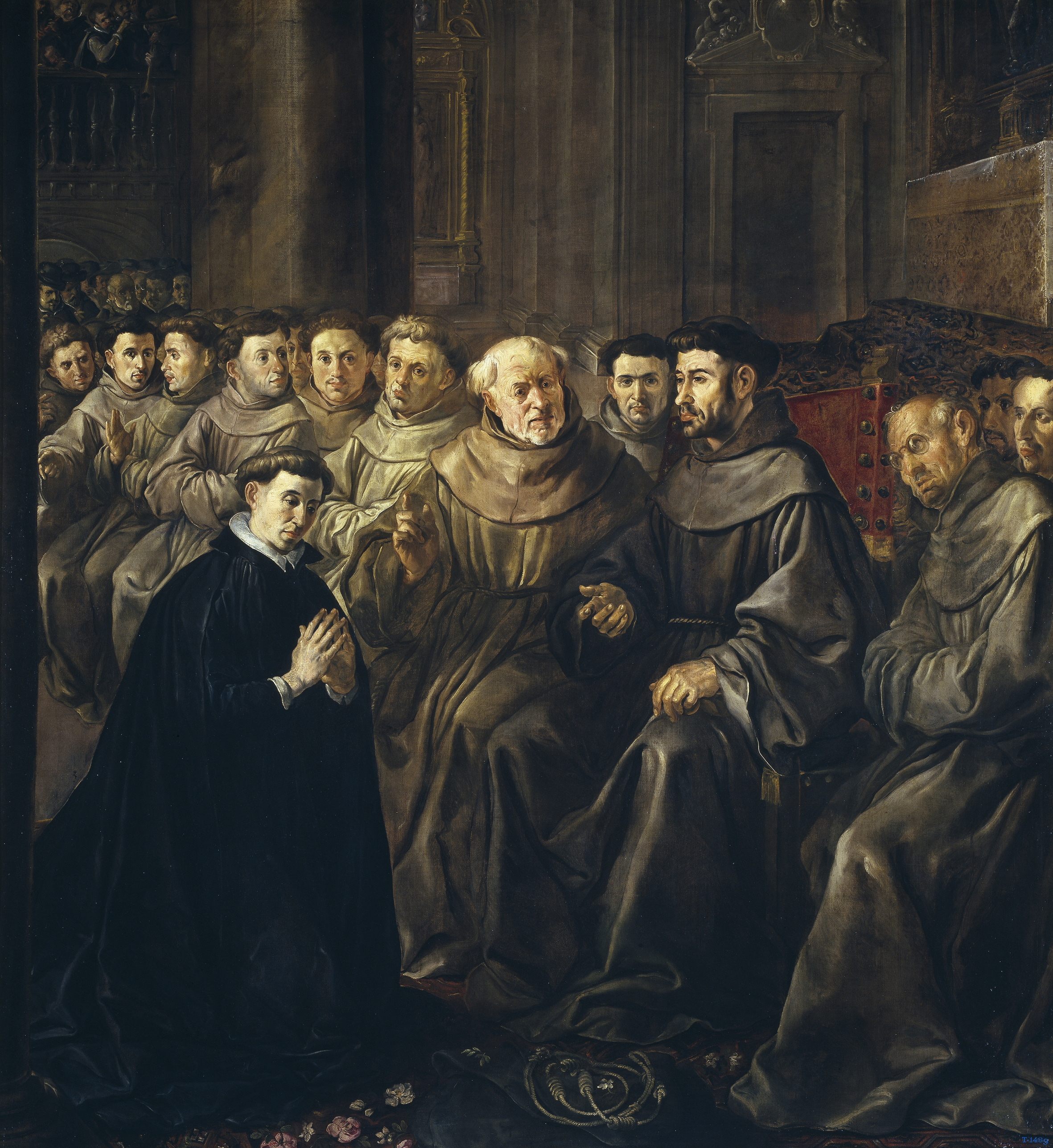
フランシスコ会に入会するボナヴェントゥラ
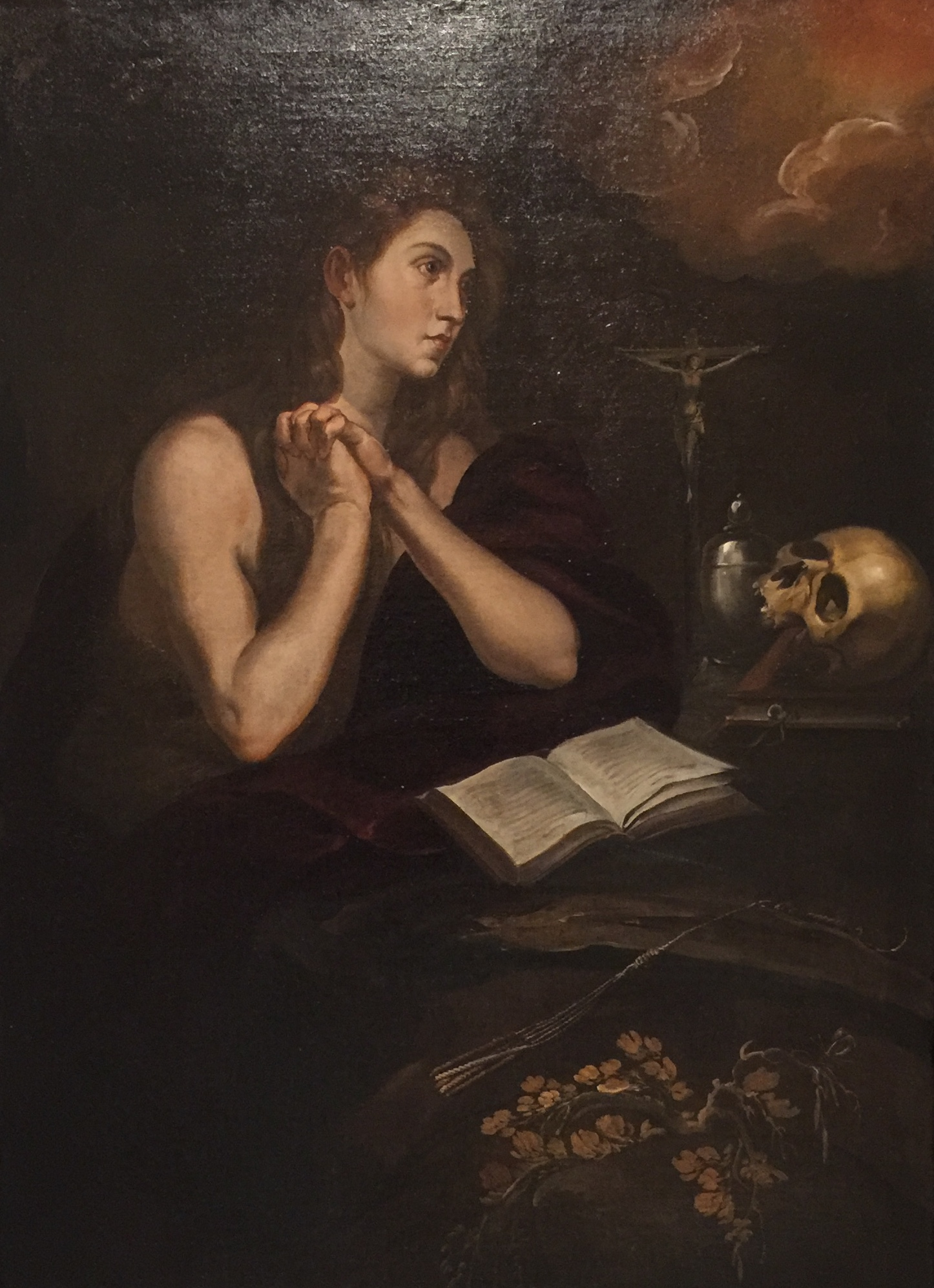
マグダラのマリア